# Inishglora and Inishkeeragh SPA
Inishglora and Inishkeeragh SPA este o arie protejată (arie de protecție specială avifaunistică — SPA) din Irlanda întinsă pe o suprafață de 381,89 ha, integral pe uscat.

## Localizare
Centrul sitului Inishglora and Inishkeeragh SPA este situat la coordonatele 54°12′16″N 10°08′05″W / 54.204483°N 10.134712°V.

## Înființare
Situl Inishglora and Inishkeeragh SPA a fost declarat arie de protecție specială avifaunistică în septembrie 1996 pentru a proteja 8 specii de animale.

## Biodiversitate
Situată în ecoregiunea atlantică, aria protejată nu include niciun habitat protejat.
La baza desemnării sitului se află mai multe specii protejate de  păsări (8): Branta leucopsis, Hydrobates pelagicus, Larus argentatus, pescăruș sur (Larus canus), pescăruș negricios (Larus fuscus), Phalacrocorax aristotelis, cormoran mare (Phalacrocorax carbo), Sterna paradisaea.
Pe lângă speciile protejate, pe teritoriul sitului au mai fost identificate 1 specie de păsări.